# Linz AG Froschberg
Linz AG Froschberg is een Oostenrijkse tafeltennisclub die in 1970 als mannenteam werd opgericht. Het was niettemin haar hoogste vrouwenteam dat in het seizoen 1986/1987 naar het hoogste niveau promoveerde, van 1997 tot en met 2007 tien keer op rij landskampioen werd en in  2008/009 de European Champions League won.

## Champions league 2008/09
Froschberg won in het seizoen 2008/09 voor het eerst in haar bestaan de European Champions League. Het speelde in de finale een dubbele ontmoeting tegen het Duitse FSV Kroppach, dat in het seizoen daarvoor al verliezend finalist was in de Europa Cup I tegen Li-Ning/MF Services Heerlen. De Oostenrijksen waren daardoor de underdog tegen Kroppach en dat werd er niet beter op nadat het de eerste wedstrijd thuis met 2-3 verloor. Froschberg won de return niettemin met 1-3 en daarmee alsnog het toernooi.

Zhu Hong verloor de eerste partij van de tweede ontmoeting nog met 3-2 van Wang Yue Gu, maar daarna eiste Liu Jia een hoofdrol voor zichzelf op. Eerst versloeg ze Wu Jiaduo met 3-1 en nadat Li Qiangbing de Oostenrijksen tegen Krisztina Tóth op voorsprong had gezet, maakte Liu Jia met nogmaals 3-1 het karwei tegen Wang Yue Gu af.

## Selectiespelers
Onder meer de volgende spelers speelden minimaal één wedstrijd voor het vertegenwoordigende team van Linz AG Froschberg:
| - Renata Budayova - Adrianne Burg - Cui Chen Mei - Petra Dermastija - Michaela Encea - Amela Fazlić - Edith Glanzer | - Veronika Heine - Martina Kagseder - Liu Jia - Petra Palmi - Martina Petzner - Li Qiangbing - Sofia Polcanova | - Martina Rabl - Anita Renner - Birgit Strasser - Iveta Vacenovská - Barbara Wiltsche - Zhu Hong |